# Пайпалс, Янис
Янис Пайпалс (латыш. Jānis Paipals; род. 28 сентября 1983, Гулбене) — латвийский лыжник, участник Олимпийских игр в Ванкувере.

## Карьера
В Кубке мира Пайпалс не выступал. Участвовал в ряде этапов Кубка Скандинавии, но выше 39-го места не поднимался и кубковых очков не завоёвывал.
На Олимпиаде-2010 в Ванкувере занял 62-е место в спринте и 72-е место в гонке на 15 км свободным стилем, так же стартовал в скиатлоне 15+15 км, но отстав на круг был снят с дистанции.
На чемпионате мира 2009 года в Либереце был 67-м в спринте, так же стартовал в скиатлоне 15+15 км, но сошёл с дистанции.